# Borgen (tv-serie)
 For alternative betydninger, se Borgen. (Se også artikler, som begynder med Borgen)
Borgen er en dansk politisk drama-serie fra 2010, som er skabt af hovedforfatter Adam Price i samarbejde med Tobias Lindholm og Jeppe Gjervig Gram for DR1 (sæson 1-3) og Netflix (sæson 4). Serien havde premiere på DR1 den 26. september 2010, og løb frem til 2013 med i alt 30 afsnit fordelt over tre sæsoner, indtil det i foråret 2020 blev annonceret at serien ville vende tilbage med en fjerde sæson i 2022, som ville blive produceret af DR1 i samarbejde med Netflix. Fjerde sæson af serien med titlen Riget, magten og æren havde premiere på DR1 den 13. februar 2022, og efter sidste afsnits premiere, fik serien global premiere på Netflix.
Serien følger livet på Christiansborg ('Borgen') i et fiktivt Danmark, og medvirkende i serien er bl.a. Sidse Babett Knudsen, Birgitte Hjort Sørensen, Pilou Asbæk, Lars Knutzon, Søren Malling og Benedikte Hansen.

## Kritik af serien
I 2013 udløste et interview med Ingolf Gabold kritik af Borgen for at være politiserende. Kritikerne var Søren Krarup og hans datter Katrine Winkel Holm. Gabold udtalte til Københavns Stifts Debatmagasin: "Hvad Borgen angår, var vi enige om, at De Radikale skulle bringes ind som midtsøgende parti, for nu skulle vi ikke have mere blokpolitik." "Men så forsøger I jo også meget bevidst at påvirke befolkningen?" "Gu' gør vi da så. Men jeg har jo også en tro på, at det ikke er ondt, det jeg gør."
DR-direktør Morten Hesseldahl forsvarede efterfølgende serien i en kommentar i Berlingske.

## Medvirkende

### Hovedroller
| Rolle                       | Sæson                   | Sæson                   | Sæson                   | Sæson                    | Karakterbeskrivelse |
| Rolle                       | Sæson 1                 | Sæson 2                 | Sæson 3                 | Sæson 4                  | Karakterbeskrivelse |
| --------------------------- | ----------------------- | ----------------------- | ----------------------- | ------------------------ | --- |
| Birgitte Nyborg Christensen | Sidse Babett Knudsen    | Sidse Babett Knudsen    | Sidse Babett Knudsen    | Sidse Babett Knudsen     | Statsminister og formand for De Moderate (sæson 1-3), formand for Nye Demokrater (sæson 3-4) og udenrigsminister (slut sæson 3 og sæson 4)  |
| Katrine Fønsmark            | Birgitte Hjort Sørensen | Birgitte Hjort Sørensen | Birgitte Hjort Sørensen | Birgitte Hjort Sørensen  | Journalist på skiftevis TV1 og Ekspres (sæson 1-2), Nyborgs pressechef (sæson 3) og nyhedschef på TV1 (sæson 4)                             |
| Kasper Juul                 | Pilou Asbæk             | Pilou Asbæk             | Pilou Asbæk             |                          | Spindoktor for Birgitte Nyborg (sæson 1-2) og vært på TV1 (sæson 3)                                                                         |
| Torben Friis                | Søren Malling           | Søren Malling           | Søren Malling           | Søren Malling            | Chefredaktør på TV1 (sæson 1-3) og journalist på TV1 (sæson 4)                                                                              |
| Bent Sejrø                  | Lars Knutzon            | Lars Knutzon            | Lars Knutzon            | Lars Knutzon             | Finansminister (sæson 1), MF for De Moderate (sæson 1-3), og senere MF for Nye Demokrater (sæson 3-4). Nyborgs nærmeste allierede på Borgen |
| Hanne Holm                  | Benedikte Hansen        | Benedikte Hansen        | Benedikte Hansen        |                          | Journalist på skiftevis TV1 og Ekspres |
| Phillip Christensen         | Mikael Birkkjær         | Mikael Birkkjær         | Mikael Birkkjær         | Mikael Birkkjær          | Nyborgs mand (sæson 1) og lektor på Copenhagen Business School                                                                              |
| Laura Christensen           | Freja Riemann           | Freja Riemann           | Freja Riemann           | Freja Riemann            | Birgitte Nyborgs og Philips datter |
| Magnus Christensen          | Emil Poulsen            | Emil Poulsen            | Emil Poulsen            | Lucas Lynggaard Tønnesen | Birgitte Nyborgs og Philips søn |
| Asger Holm Kirkegaard       |                         |                         |                         | Mikkel Boe Følsgaard     | Konstitueret arktisk ambassadør |

### Tilbagevendende karakterer
| Rolle                   | Sæson              | Sæson              | Sæson                   | Sæson                  | Karakterbeskrivelse |
| Rolle                   | Sæson 1            | Sæson 2            | Sæson 3                 | Sæson 4                | Karakterbeskrivelse |
| ----------------------- | ------------------ | ------------------ | ----------------------- | ---------------------- | --- |
| Lars Hesselboe          | Søren Spanning     | Søren Spanning     | Søren Spanning          |                        | Statsminister (afsnit 1-2 i sæson 1 og sæson 3), samt formand for De Liberale                                                       |
| Michael Laugesen        | Peter Mygind       | Peter Mygind       | Peter Mygind            | Peter Mygind           | Formand for Arbejderpartiet (afsnit 1-2), chefredaktør på Ekspres (afsnit 3-30) og Nyborg hemmelige rådgiver (sæson 4)              |
| Ulrik Mørch             | Thomas Levin       | Thomas Levin       | Thomas Levin            |                        | Journalist på TV1 |
| Pia Munk                | Lisbeth Wulff      | Lisbeth Wulff      | Lisbeth Wulff           | Lisbeth Wulff          | Redaktionssekretær på TV1 |
| Simon Bech              | Anders Juul        | Anders Juul        | Anders Juul             |                        | Journalist på TV1 |
| Tanja                   | Patricia Schumann  |                    | Patricia Schumann       |                        | Makeupartist på TV1 |
| Dan                     | Kasper Lange       | Kasper Lange       | Kasper Lange            | Kasper Lange           | Producer på TV1 |
| Bjørn Marrot            | Flemming Sørensen  | Flemming Sørensen  |                         |                        | Udenrigsminister og formand for Arbejderpartiet (afsnit 2-14)                                                                       |
| Hans Christian Thorsen  | Bjarne Henriksen   | Bjarne Henriksen   | Bjarne Henriksen        |                        | Forsvarsminister og fra afsnit 14 formand for Arbejderpartiet                                                                       |
| Troels Höxenhaven       | Lars Brygmann      | Lars Brygmann      |                         |                        | Justitsminister og næstformand i Arbejderpartiet samt udenrigsminister og formand for Arbejderpartiet i afsnit 14 (Dør i afsnit 14) |
| Pernille Madsen         | Petrine Agger      | Petrine Agger      | Petrine Agger           |                        | MF og minister for Arbejderpartiet.                                                                                                 |
| Svend Åge Saltum        | Ole Thestrup       | Ole Thestrup       | Ole Thestrup            |                        | Formand for Frihedspartiet |
| Yvonne Kjær             | Jannie Faurschou   | Jannie Faurschou   | Jannie Faurschou        |                        | Formand for Ny Højre |
| Amir Dwian              | Dar Salim          | Dar Salim          |                         |                        | Formand for Miljøpartiet (afsnit 1-15)                                                                                              |
| Anne Sophie Lindenkrone | Signe Egholm Olsen | Signe Egholm Olsen | Signe Egholm Olsen      | Signe Egholm Olsen     | Formand for Solidarisk Samling (sæson 1-3) og forsvarsminister for Arbejderpartiet (sæson 4)                                        |
| Jacob Kruse             |                    | Jens Jacob Tychsen | Jens Jacob Tychsen      |                        | Europaminister (afsnit 11-12), EU-kommissær (afsnit 12) og formand for De Moderate (sæson 3)                                        |
| Niels Erik Lund         | Morten Kirkskov    | Morten Kirkskov    | Morten Kirkskov         | Morten Kirkskov        | Departementschef i Statsministeriet                                                                                                 |
| Sanne                   | Iben Dorner        | Iben Dorner        |                         |                        | Nyborgs ministersekretær |
| Alexander Hjort         |                    |                    | Christian Tafdrup       |                        | Ny chef på TV1 |
| Benedikte Nedergaard    |                    |                    | Marie Askehave          |                        | Næstformand for Frihedspartiet |
| Erik Hoffmann           |                    |                    | Kristian Halken         |                        | Medlem af Nye Demokrater, tidligere næstformand i Ny Højre                                                                          |
| Jon Berthelsen          |                    |                    | Jens Albinus            | Jens Albinus           | Medlem af Nye Demokrater (tidligere Moderat), justitsminister (sæson 4) og formand for Nye Demokrater i slut sæson 4.               |
| Nete Buch               |                    |                    | Julie Agnete Vang       |                        | Medlem af Nye Demokrater (tidligere Moderat)                                                                                        |
| Søren Ravn              |                    |                    | Lars Mikkelsen          | Lars Mikkelsen         | Medlem af Nye Demokrater, økonomiprofessor og tidligere DKP'er (sæson 3) og Katrines mand (sæson 4)                                 |
| Nadia Barazani          |                    |                    | Laura Allen Müller      | Laura Allen Müller     | Finanseskspert for Nye Demokrater (sæson 3), senere klima- og energiminister (start sæson 4) og løsgænger (slut sæson 4)            |
| Jeremy Welsh            |                    |                    | Alastair Mackenzie (en) |                        | Birgitte Nyborgs britiske kæreste                                                                                                   |
| Rasmus Gren Lundbæk     |                    |                    |                         | Magnus Millang         | Nyborgs departementschef i Udenrigsministeriet                                                                                      |
| Oliver Hjorth           |                    |                    |                         | Simon Bennebjerg       | Nyborgs ministersekretær i Udenrigsministeriet                                                                                      |
| Signe Kragh             |                    |                    |                         | Johanne Louise Schmidt | Statsminister og formand for Arbejderpartiet                                                                                        |
| Hans Eliassen           |                    |                    |                         | Svend Hardenberg       | Grønlands udenrigsminister |
| Emmy Rasmussen          |                    |                    |                         | Nivi Pedersen          | Afdelingschef i Grønlands landsstyreformands departement                                                                            |
| Narciza Aydin           |                    |                    |                         | Özlem Saglanmak        | Journalist på TV1 |

#### Øvrige medvirkende (sæson 1)
- Michelle Bjørn-Andersen – Grethe Fønsmark, Katrines mor
- Kenneth M. Christensen - Benjamin, Katrines fitnessinstruktør
- Stine Stengade – erhvervsminister Henriette Klitgaard
- Claus Riis Østergaard - Ole Dahl, Spindoktor for statsminister Hesselboe (dør i afsnit 1)
- Kaya Brüel – Nina Dahl, hustru til Ole Dahl
- Ida Dwinger – Lisbeth Hesselboe, hustru til Lars Hesselboe
- Jesper Lohmann – major Carsten Ockles
- Nicholas Woodeson (en) – Tugesiens præsident Alexander Grozin
- Michael Nardone (en) – systemkritiker Vladimir Bajanov
- Ulf Pilgaard – erhvervsleder Joachim Chrone
- Peter Schrøder – Per Nyborg, Birgitte Nyborgs far
- Claus Bue – MF Parly Petersen fra Arbejderpartiet
- Fadime Turan – Aicha Nagrawi fra Solidarisk Samling

#### Øvrige medvirkende (sæson 2)
- Hanne Hedelund - Jytte, Nyborgs nye ministersekretær
- Adam Brix Schächter – Kim, Nyborgs ministerchauffør
- Gitte Siem Christensen – Kirsten Sejrø, Bents kone
- Mille Dinesen Cecilie, Philips kæreste
- Rikke Lylloff – Lotte Ågaard, Kaspers kæreste
- Aske Bang – Andreas Hedegård, soldat dræbt i Afghanistan
- Olaf Johannessen – Jørgen Hedegård, Andreas' far
- Sebastian Jessen – Mikkel, escortfyr
- Stina Ekblad – Lisbet Kofoed, læge på privathospital
- Claus Gerving – oberst Thomas Hald
- Niels Weyde – Holger Brodersen, justitsminister fra Arbejderpartiet
- Mette Munk Plum – Kaspers mor
- Morten Thunbo – Kaspers far
- Sigurd Holmen le Dous - Stig Rasmussen, ejendomsmægler for Unibolig
- Thomas Hwan – kaptajn i den danske lejr i Afghanistan
- Sune Koefoed – Kalle, fotograf på Ekspres
- Henrik Prip - Frederik Vedfeld, departementschef i Udenrigsministeriet
- Femi Elufowoju Jr. (en) - Præsident Jakob Lokoya
- Abdi Gouhad - Præsident Omar Al-Jahwar

#### Øvrige medvirkende (sæson 3)
- Michelle Bjørn-Andersen – Grethe Fønsmark, Katrines mor
- Preben Kristensen - Mogens Winther, Nyborgs kræftlæge
- Johannes Lilleøre - Karsten Bjerre, formand for Miljøpartiet
- Mia Lyhne - Dorte Brix, journalist på 2'eren
- Amalie Dollerup – Emma Ravn, Søren Ravns datter
- Lue Støvelbæk - Jonas Ravn, Søren Ravns søn
- Anne Sofie Espersen - Karoline Friis, Torbens kone
- Ricard Lawrence og Charlie Top-Nørgaard - Gustav Juul Fønsmark, Kasper og Katrines søn
- Peter Plaugborg, Asger Fønsmark, landmand og Katrines bror
- Peter Gantzler, Jørgen Steen Andersen, bankdirektør
- Laura Bro, Helene Knudsen, sexarbejder
- Morten Hjulmand, Torbens søn

#### Øvrige medvirkende (sæson 4)
- Ujarneq Fleischer - Malik Johansen, ansat ved grønlandsk olieboreplatform, dør i afsnit 2
- Kiki Godtfredsen - Tanja Pípaluk Johansen, Maliks søster og Hans' adoptivdatter
- Niklas Herskind, Anders Damsgaard, kaptajnløjtnant i Grønland
- Angunnguaq Larsen - Jens Enok Berthelsen, tidligere landsstyreformand i Grønland
- Youssef Hvidtfeldt - Benjamin Holmgren, journalist på TV1
- Ena Spottag - Mie Lorentzen, journalist på TV1
- Peter Zandersen - Mikkel Thøgersen, journalist på TV1
- André Babikian - Frederik Heegaard, Katrines chef
- Charlotte Fich - Helle Holst, finansminister fra Arbejderpartiet
- Darren Pettie - Richard Stranton, USA's ambassadør i Danmark
- Michael Moritzen - Kaare Mathiesen, arktisk ambassadør i afsnit 1
- Fanny Bornedal - Alba Winther, Magnus' veninde og dyrevelfærdsaktivist
- Wei Xu - Tao Ying, Kinas ambassadør i Danmark
- Anders Brink Madsen - Jens Jakob Steen, formand for De Liberale
- Sofie Alhøj - Nina Estrup, ministersekretær i Udenrigsministeriet

## Fiktive partier
På trods af at alle partier i Borgen er fiktive, er de baseret på rigtige politiske partier i Danmark.[kilde mangler]
- Solidarisk Samling – yderste venstrefløjsparti, baseret på Enhedslisten.
- Arbejderpartiet – traditionelt arbejderparti, baseret på Socialdemokraterne.
- Miljøpartiet – skarp miljøprofil, baseret på Socialistisk Folkeparti.
- Frihedspartiet – indvandrerkritisk socialdemokratisk parti, baseret på Dansk Folkeparti.
- Nye Demokrater – det nye midterparti fra sæson 3, baseret på Ny Alliance.
- De Moderate – midterpartiet i dansk politik, baseret på Det Radikale Venstre.
- De Liberale – liberalt parti med rødder i landbruget, baseret på Venstre.
- Ny Højre – kerneværdier: Gud, konge og fædreland, baseret på Det Konservative Folkeparti.

## Fiktive medier
- TV1 – statsejet medievirksomhed, baseret på Danmarks Radio
- Ekspres – tabloidavis, baseret på Ekstra Bladet
- 2'eren – tv-kanal, baseret på TV 2
- CITY – gratisavis, baseret på metroXpress
- Kendt og Kongelig – sladderblad, baseret på Billed-Bladet

## Afsnit

### Serieoversigt
| Sæson | Sæson | Afsnit | Oprindelig sendt   | Oprindelig sendt  |
| Sæson | Sæson | Afsnit | Start              | Slut              |
| ----- | ----- | ------ | ------------------ | ----------------- |
|       | 1     | 10     | 26. september 2010 | 28. november 2010 |
|       | 2     | 10     | 25. september 2011 | 27. november 2011 |
|       | 3     | 10     | 6. januar 2013     | 10. marts 2013    |
|       | 4     | 8      | 13. februar, 2022  | 1, april 2022     |

### Sæson 1 (2010)
| Nr. i serie | Nr. i sæson | Titel                           | Instruktør                                        | Forfatter            | Oprindelig sendedato |
| ----------- | ----------- | ------------------------------- | ------------------------------------------------- | -------------------- | -------------------- |
| 1           | 1           | "Dyden i midten"                | Tobias Lindholm, Jeppe Gjervig Gram og Adam Price | Søren Kragh-Jacobsen | 26. september 2010   |
| 2           | 2           | "Tæl til 90"                    | Tobias Lindholm                                   | Søren Kragh-Jacobsen | 3. oktober 2010      |
| 3           | 3           | "Det muliges kunst"             | Jeppe Gjervig Gram                                | Rumle Hammerich      | 10. oktober 2010     |
| 4           | 4           | "Hundrede dage"                 | Jeppe Gjervig Gram                                | Rumle Hammerich      | 17. oktober 2010     |
| 5           | 5           | "Mænd der elsker kvinder"       | Tobias Lindholm                                   | Annette K. Olesen    | 23. oktober 2010     |
| 6           | 6           | "Statsbesøg"                    | Tobias Lindholm                                   | Annette K. Olesen    | 31. oktober 2010     |
| 7           | 7           | "Ikke se, ikke høre, ikke tale" | Jeppe Gjervig Gram                                | Mikkel Nørgaard      | 7. november 2010     |
| 8           | 8           | "Agurketid"                     | Jeppe Gjervig Gram                                | Mikkel Nørgaard      | 14. november 2010    |
| 9           | 9           | "Del og hersk"                  | Tobias Lindholm                                   | Annette K. Olesen    | 21. november 2010    |
| 10          | 10          | "Første tirsdag i oktober"      | Jeppe Gjervig Gram & Tobias Lindholm              | Annette K. Olesen    | 28. november 2010    |

### Sæson 2 (2011)
| Nr. i serie | Nr. i sæson | Titel                                         | Instruktør         | Forfatter         | Oprindelig sendedato |
| ----------- | ----------- | --------------------------------------------- | ------------------ | ----------------- | -------------------- |
| 11          | 1           | "89.000 børn"                                 | Tobias Lindholm    | Jannik Johansen   | 25. september 2011   |
| 12          | 2           | "I Bruxelles kan ingen høre dig skrige"       | Jeppe Gjervig Gram | Jannik Johansen   | 2. oktober 2011      |
| 13          | 3           | "Den sidste arbejder"                         | Tobias Lindholm    | Jesper W. Nielsen | 9. oktober 2011      |
| 14          | 4           | "Op til kamp"                                 | Jeppe Gjervig Gram | Jesper W. Nielsen | 16. oktober 2011     |
| 15          | 5           | "Plant et træ"                                | Tobias Lindholm    | Louise Friedberg  | 23. oktober 2011     |
| 16          | 6           | "Dem & Os"                                    | Jeppe Gjervig Gram | Louise Friedberg  | 30. oktober 2011     |
| 17          | 7           | "Hvad Indad Tabes, Skal Udad Vindes - Del I"  | Jeppe Gjervig Gram | Mikkel Nørgaard   | 6. november 2011     |
| 18          | 8           | "Hvad Indad Tabes, Skal Udad Vindes - Del II" | Tobias Lindholm    | Mikkel Nørgaard   | 13. november 2011    |
| 19          | 9           | "Privatlivets fred"                           | Tobias Lindholm    | Louise Friedberg  | 20. november 2011    |
| 20          | 10          | "En bemærkning af særlig karakter"            | Jeppe Gjervig Gram | Louise Friedberg  | 27. november 2011    |

### Sæson 3 (2013)
| Nr. i serie | Nr. i sæson | Titel                        | Instruktør          | Forfatter         | Oprindelig sendedato |
| ----------- | ----------- | ---------------------------- | ------------------- | ----------------- | -------------------- |
| 21          | 1           | "I Danmark er jeg født"      | Jeppe Gjervig Gram  | Charlotte Sieling | 6. januar 2013       |
| 22          | 2           | "Med lov skal land bygges"   | Maja Jul Larsen     | Charlotte Sieling | 1. januar 2013       |
| 23          | 3           | "Den rigtige nuance af brun" | Jeppe Gjervig Gram  | Jesper W. Nielsen | 13. januar 2013      |
| 24          | 4           | "Den enes død..."            | Jannik Tai Mosholt  | Jesper W. Nielsen | 27. januar 2013      |
| 25          | 5           | "Du skal ikke bedrive hor"   | Maja Jul Larsen     | Louise Friedberg  | 3. februar 2013      |
| 26          | 6           | "Fortidens sønner"           | Jeppe Gjervig Gram  | Louise Friedberg  | 10. februar 2013     |
| 27          | 7           | "Faldet"                     | Jeppe Gjervig Gram  | Henrik Ruben Genz | 17. februar 2013     |
| 28          | 8           | "Man har et standpunkt..."   | Jannik Tai Mosholt  | Henrik Ruben Genz | 24. februar 2013     |
| 29          | 9           | "Fornuft og følelse"         | Maren Louise Käehne | Jesper W. Nielsen | 3. marts 201         |
| 30          | 10          | "Valget"                     | Maja Jul Larsen     | Jesper W. Nielsen | 10. marts 2013       |

### Sæson 4 (2022)
| Nr. i serie | Nr. i sæson | Titel                                  | Instruktør                       | Forfatter                     | Oprindelig sendedato |
| ----------- | ----------- | -------------------------------------- | -------------------------------- | ----------------------------- | -------------------- |
| 31          | 1           | "The Future is Female"                 | Adam Price og Emilie Lebech Kaae | Per Fly                       | 13. februar 2022     |
| 32          | 2           | "Pest eller kolera"                    | Adam Price og Emilie Lebech Kaae | Per Fly                       | 20. februar 2022     |
| 33          | 3           | "Inuit Nunaat Menneskenes Land"        | Adam Price og Emilie Lebech Kaae | Per Fly                       | 25. februar 2022     |
| 34          | 4           | "Ministeren ønsker ikke at udtale sig" | Adam Price og Emilie Lebech Kaae | Per Fly                       | 4. marts 2022        |
| 35          | 5           | "A Near-Artic State"                   | Adam Price og Emilie Lebech Kaae | Mogens Hagedorn               | 11. marts 2022       |
| 36          | 6           | "Magtens Danmark"                      | Adam Price og Emilie Lebech Kaae | Mogens Hagedorn               | 18. marts 2022       |
| 37          | 7           | ""Just make it go away""               | Adam Price og Emilie Lebech Kaae | Dagur Kari og Mogens Hagedorn | 25. marts 2022       |
| 38          | 8           | "Havets moder"                         | Adam Price og Emilie Lebech Kaae | Per Fly                       | 1. April 2022        |

## Modtagelse

### Priser
- BAFTA Award 2012 (Borgen, første sæson): Bedste internationale serie[10]

## Eksterne links
- Ekspres.dk – fiktiv netavis
- Borgen på Internet Movie Database (engelsk)
- Borgen på Filmdatabasen
- Borgen på danskefilm.dk
- Borgen på Rotten Tomatoes (engelsk)
- Borgen på Filmaffinity (engelsk)
- Borgen på Netflix (engelsk)
- Borgen hos The Movie Database (engelsk)
- Borgen hos TheTVDB (engelsk)
- Borgen hos TV.com (engelsk)